# Galil ACE
IWI Galil ACE là một dòng súng trường tấn công và súng trường chiến đấu được phát triển và sản xuất bởi Israel Weapon Industries (IWI). Nó được sản xuất với ba cỡ nòng khác nhau: 5,56×45mm NATO, 7,62×39mm và 7,62×51mm NATO.
IWI US cũng sản xuất biến thể bán tự động của Galil ACE. Vào năm 2020, một phiên bản giới hạn của Galil ACE dùng cỡ đạn 5,45×39mm đã được sản xuất. IWI US sau đó đã giới thiệu dòng Gen II, dòng này giới thiệu bộ phận ốp nòng M-LOK và báng súng tương thích kiểu M4 vào năm 2023.
Dòng IWI Galil ACE dựa trên thiết kế ban đầu của IMI Galil, nhưng thay vào đó sử dụng thiết kế hiện đại để tăng độ chính xác và giảm trọng lượng, trong khi vẫn duy trì tính công thái học, dễ bảo trì và độ tin cậy của Galil nguyên gốc trong điều kiện chiến đấu. Trong thiết kế, người ta đặc biệt nhấn mạnh vào việc tăng độ tin cậy và độ chính xác trong các điều kiện chiến trường bất lợi.
IWI Galil ACE đã được sử dụng làm súng trường tiêu chuẩn phục vụ ở nhiều quốc gia, chẳng hạn như Quân đội Chile và Quân đội Nhân dân Việt Nam. Galil ACE cũng được sản xuất theo giấy phép của Indumil, FAMAE, RPC Fort và Nhà máy Z111. 

## Thiết kế và phát triển
Sau khi quân đội và cảnh sát Colombia tiếp nhận khẩu IMI Galil của Israel làm súng trường tiêu chuẩn cho mình, phía Colombia đã quyết định mua bản quyền thiết kế và tự sản xuất của khẩu súng này và từ nền tảng của thiết kế Galil, tiến hành một số cải tiến để phù hợp với điều kiện thực tế của quân đội Colombia. Một số cải tiến có thể liệt kê như sau:
- Giảm bớt khối lượng của phiên bản IMI Galil gốc.
- Giảm mức độ rung giật.
- Tăng tính đa năng, đa dụng của thiết kế (có thể chuyển đổi thành súng bắn tỉa, hoặc gá lắp thêm nhiều phụ tùng).
- Có thể sử dụng nhiều loại đạn và hộp tiếp đạn khác nhau (5,56mm và 7,62mm của NATO, và 7,62mm của Nga).[3]

## Các phiên bản
Có nhiều phiên bản Galil ACE khác nhau với 3 cỡ đạn được sử dụng:
| Tên    | Cỡ đạn         | Chiều dài nòng   | Chiều dài súng     | Chiều dài súng (báng gập) | Khối lượng rỗng    | Loại băng đạn | Sơ tốc đầu nòng      | Tầm bắn | Tốc độ bắn    |
| ------ | -------------- | ---------------- | ------------------ | ------------------------- | ------------------ | ------------- | -------------------- | ------- | ------------- |
| ACE 21 | 5,56x45mm NATO | 215 mm (8,5 in)  | 730 mm (29 in)     | 650 mm (26 in)            | 2,80 kg (6,2 lb)   | 35 viên Galil | 715 m/s (2.350 ft/s) | 300 mét | 700 phát/phút |
| ACE 22 | 5,56x45mm NATO | 332 mm (13,1 in) | 847 mm (33,3 in)   | 767 mm (30,2 in)          | 3,30 kg (7,3 lb)   | 35 viên Galil | 850 m/s (2.800 ft/s) | _       | 700 phát/phút |
| ACE 23 | 5,56x45mm NATO | 460 mm (18 in)   | 975 mm (38,4 in)   | 895 mm (35,2 in)          | 3,44 kg (7,6 lb)   | 35 viên Galil | 915 m/s (3.000 ft/s) | 500 mét | 700 phát/phút |
| ACE 31 | 7,62x39 mm     | 215 mm (8,5 in)  | 650 mm (26 in)     | 650 mm (26 in)            | 3,05 kg (6,7 lb)   | 30 viên AK    | 600 m/s (2.000 ft/s) | _       | 700 phát/phút |
| ACE 32 | 7,62x39 mm     | 406 mm (16,0 in) | 895 mm (35,2 in)   | 815 mm (32,1 in)          | 3,40 kg (7,5 lb)   | 30 viên AK    | 680 m/s (2.200 ft/s) | _       | 700 phát/phút |
| ACE 52 | 7,62x51mm NATO | 400 mm (16 in)   | 935 mm (36,8 in)   | 855 mm (33,7 in)          | 3,685 kg (8,12 lb) | 25 viên       | 800 m/s (2.600 ft/s) | _       | 650 phát/phút |
| ACE 53 | 7,62x51mm NATO | 508 mm (20,0 in) | 1.043 mm (41,1 in) | 963 mm (37,9 in)          | 3,845 kg (8,48 lb) | 25 viên       | 860 m/s (2.800 ft/s) | _       | 650 phát/phút |

## Quốc gia sử dụng
- Colombia[5] - Được sản xuất theo thỏa thuận giữa Indumil và IWI
- Israel
- Việt Nam - Được Israel cung cấp vào Việt Nam và Việt Nam có giấy bản quyền tự chế tạo và tự sản xuất, Việt Nam tự sản chế tạo và tự sản xuất phiên bản Galil ACE 31 và 32 trong nước Việt Nam, sẽ dần dần thay thế súng AK-47/Súng trường tự động kiểu 56. Việt Nam đã không đưa vào trang bị Galil ACE giống như nguyên mẫu, mà từ cơ sở dây chuyền nhập khẩu của Israel tiếp tục nghiên cứu cải tiến cho ra đời mẫu súng là STV-215 và STV-380 với một số thay đổi so với thiết kế ban đầu. Bộ phận ốp lót tay hình tròn được thay bằng kiểu hình trụ vuông (giống như AK-47), loại bỏ các đường ray Picatinny ở hai bên ốp lót và chỉ giữ lại các thanh ray Picatinny ở trên và dưới. Kiểu hộp khóa nòng hở với miếng che bụi, bệ khóa nòng và khóa an toàn cùng cơ cấu chuyển chế độ bắn của súng đã bỏ kiểu Galil ACE và chuyển sang kiểu AK. Kiểu báng rút có thể thay đổi chiều dài được thay bằng kiểu báng gấp sang bên. Các thay đổi này để giúp giảm chi phí chế tạo, đơn giản hóa việc bảo dưỡng súng và huấn luyện[6][7][8]
- Ấn Độ - Được Israel cung cấp vào Ấn Độ và tự sản xuất phiên bản Galil ACE 31/32 trong nước và sẽ dần thay thế INSAS
- Hàn Quốc Được Israel cung cấp vào Hàn Quốc. Bộ Quốc phòng Israel đã cho cố vấn tới Hàn Quốc hướng dẫn sử dụng và hướng dẫn tự sản xuất tại Hàn Quốc. Lực lượng Binh Chủng Biệt Kích và Lực lượng Đặc Biệt Hàn Quốc sử dụng.
- Lào - Được Việt Nam cung cấp và hỗ trợ miễn phí
- Indonesia
- Singapore
- Haiti: Sử dụng trong lực lượng cảnh sát.[9]
- México: Sử dụng trong lực lượng cảnh sát[10]
- Peru: Chính phủ Peru đang dự tính mua bản quyền sản xuất Galil ACE.[11][12]
- Guatemala: 3.000 khẩu ACE 31 dùng trong lực lượng cảnh sát dân sự.[13]
- El Salvador[14]
- Honduras - Phiên bản ACE 21
- Nam Sudan[10] - Được sử dụng bởi Lực lượng vũ trang Nam Sudan. Dùng cỡ đạn 7,62×39mm.
- Chile - Được chọn làm súng trường tiêu chuẩn 5,56 mm mới của Quân đội Chile. Năm 2014, Galil ACE bắt đầu được triển khai trong Quân đội Chile.
- Ukraina - Được sản xuất theo giấy phép từ tháng 8 năm 2014 bởi RPC Fort ; ACE 22 là "Fort-227"[15],  ACE 31 là "Fort-228"[16],  và ACE 52 là "Fort-229"[17].

## Hình ảnh

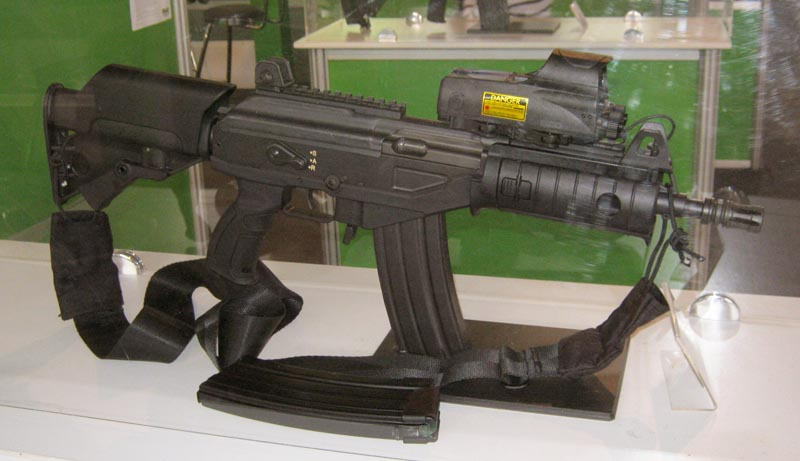
Biến thể Galil ACE 21 dùng cỡ đạn 5.56X45mm NATO.
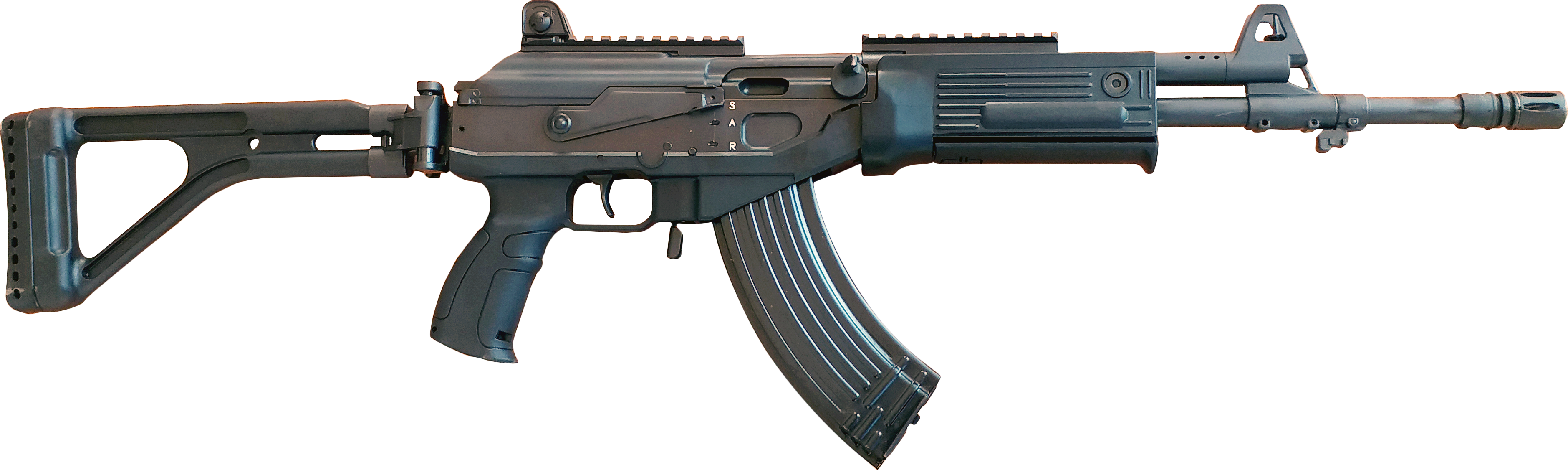
Súng trường STV-380 do Việt Nam sản xuất dựa trên mẫu súng Galil ACE-32 của Israel